# Football League Cup 2000-2001
La Football League Cup 2000-2001, conosciuta anche con il nome di Worthington Cup per motivi di sponsorizzazione, è stata la 41ª edizione del terzo torneo calcistico più importante del calcio inglese, la 35ª in finale unica. La manifestazione, ebbe inizio il 22 agosto 2000 e si concluse il 25 febbraio 2001 con la finale del Millennium Stadium di Cardiff, sede scelta per ospitare l'evento, in attesa della conclusione dei lavori di ristrutturazione del nuovo Wembley.
Il trofeo fu vinto dal Liverpool, che nell'atto conclusivo, superò il Birmingham City, tornato in finale dopo 38 anni, imponendosi per 5-4 ai calci di rigore, dopo l'1-1 dei tempi supplementari. I Reds, che nella stessa stagione misero in bacheca anche FA Cup e Coppa UEFA, furono la prima squadra ad aggiudicarsi la Coppa di Lega grazie ai tiri dal dischetto.

## Formula
La Football League Cup era riservata alle 20 squadre della Premier League e alle 72 della Football League. Il torneo era composto da scontri ad eliminazione diretta, che prevedevano nei primi due turni ed in semifinale due match: regola dei gol in trasferta in caso di parità ed a seguire eventuali tempi supplementari e calci di rigore. Mentre negli altri turni e nella finale unica ed in campo neutro, si giocava una singola gara: se il risultato era un pareggio, si procedeva, dapprima alla disputa dell'"extra time" e se necessario all'esecuzione dei tiri dal dischetto.
|                              | Squadre che entrano in questo turno                                                                             | Squadre qualificate dal turno precedente    |
| ---------------------------- | --- | ------------------------------------------- |
| Primo turno (70 squadre)     | - 24 squadre dalla Third Division - 24 squadre dalla Second Division - 22 squadre dalla First Division          |                                             |
| Secondo turno (50 squadre)   | - 2 squadre dalla First Division - 13 squadre dalla Premier League (non partecipanti alle competizioni europee) | - 35 squadre vincitrici del primo turno     |
| Terzo turno (32 squadre)     | - 7 squadre dalla Premier League (partecipanti alle competizioni europee)                                       | - 25 squadre vincitrici del secondo turno   |
| Quarto turno (16 squadre)    | | - 16 squadre vincitrici del terzo turno     |
| Quarti di finale (8 squadre) | | - 8 squadre vincitrici del quarto turno     |
| Semifinali (4 squadre)       | | - 4 squadre vincitrici dei quarti di finale |
| Finale (2 squadre)           | | - 2 squadre vincitrici delle semifinali     |

## Primo turno
Le gare di andata si sono disputate tra il 22 ed il 23 agosto 2000, quelle di ritorno tra il 5 ed il 6 settembre 2000.
| Squadra 1        | Totale      | Squadra 2         | Andata | Ritorno |
| ---------------- | ----------- | ----------------- | ------ | ------- |
| Barnet           | 3 - 4       | Wycombe           | 2 - 1  | 1 - 3   |
| Bolton           | 2 - 3       | Macclesfield Town | 1 - 0  | 1 - 3   |
| Brighton         | 2 - 3       | Millwall          | 1 - 2  | 1 - 1   |
| Bristol City     | 3 - 4       | Brentford         | 2 - 2  | 1 - 2   |
| Burnley          | 6 - 4       | Hartlepool Utd    | 4 - 1  | 2 - 3   |
| Cambridge Utd    | 0 - 1       | Portsmouth        | 0 - 0  | 0 - 1   |
| Colchester Utd   | 4 - 2       | QPR               | 0 - 1  | 4 - 1   |
| Crewe Alexandra  | 4 - 3       | Bury              | 2 - 2  | 2 - 1   |
| Crystal Palace   | 2 - 1       | Cardiff City      | 2 - 1  | 0 - 0   |
| Darlington       | 4 - 3       | Nottingham Forest | 2 - 2  | 2 - 1   |
| Gillingham       | 4 - 3       | Torquay Utd       | 2 - 0  | 2 - 3   |
| Grimsby Town     | 3 - 1       | Carlisle Utd      | 2 - 0  | 1 - 1   |
| Hull City        | 1 - 2       | Notts County      | 1 - 0  | 0 - 2   |
| Leyton Orient    | 3 - 1       | Reading           | 1 - 1  | 2 - 0   |
| Luton Town       | 2 - 2 (gfc) | Peterborough Utd  | 0 - 0  | 2 - 2   |
| Mansfield Town   | 3 - 1       | Wrexham           | 0 - 1  | 3 - 0   |
| Northampton Town | 2 - 4       | Fulham            | 1 - 0  | 1 - 4   |
| Norwich City     | 2 - 1       | Bournemouth       | 0 - 0  | 2 - 1   |
| Oldham Athletic  | 3 - 0       | Huddersfield Town | 1 - 0  | 2 - 0   |
| Port Vale        | 3 - 4       | Chesterfield      | 1 - 2  | 2 - 2   |
| Plymouth         | 2 - 3       | Bristol Rovers    | 1 - 2  | 1 - 1   |
| Rochdale         | 2 - 7       | Blackburn         | 1 - 1  | 1 - 6   |
| Rotherham Utd    | 2 - 4       | Barnsley          | 0 - 1  | 2 - 3   |
| Sheffield Utd    | 6 - 2       | Lincoln City      | 6 - 1  | 0 - 1   |
| Shrewsbury Town  | 2 - 4       | Preston N.E.      | 1 - 0  | 1 - 4   |
| Southend Utd     | 0 - 5       | Birmingham City   | 0 - 5  | 0 - 0   |
| Stockport County | 2 - 4       | Blackpool         | 0 - 1  | 2 - 3   |
| Swansea City     | 1 - 2       | West Bromwich     | 0 - 0  | 1 - 2   |
| Swindon Town     | 3 - 2       | Exeter City       | 1 - 1  | 2 - 1   |
| Tranmere         | 5 - 1       | Halifax Town      | 3 - 0  | 2 - 1   |
| Walsall          | 2 - 1       | Kidderminster     | 1 - 1  | 1 - 0   |
| Watford          | 3 - 0       | Cheltenham Town   | 0 - 0  | 3 - 0   |
| Wigan            | 5 - 1       | Scunthorpe Utd    | 1 - 0  | 4 - 1   |
| Wolverhampton    | 3 - 2       | Oxford Utd        | 0 - 1  | 3 - 1   |
| York City        | 1 - 5       | Stoke City        | 1 - 5  | 0 - 0   |

## Secondo turno
Le gare di andata si sono disputate tra il 19 ed il 20 settembre 2000, quelle di ritorno tra il 26 ed il 27 settembre 2000.
| Squadra 1       | Totale          | Squadra 2         | Andata | Ritorno        |
| --------------- | --------------- | ----------------- | ------ | -------------- |
| Barnsley        | 7 - 0           | Crewe Alexandra   | 4 - 0  | 3 - 0          |
| Blackburn       | 5 - 1           | Portsmouth        | 4 - 0  | 1 - 1          |
| Brentford       | 0 - 2           | Tottenham         | 0 - 0  | 0 - 2          |
| Burnley         | 3 - 3 (gfc)     | Crystal Palace    | 2 - 2  | 1 - 1          |
| Chesterfield    | 1 - 4           | Fulham            | 1 - 0  | 0 - 4          |
| Darlington      | 3 - 7           | Bradford City     | 0 - 1  | 2 - 7          |
| Derby County    | 5 - 4           | West Bromwich     | 1 - 2  | 4 - 2          |
| Everton         | 2 - 2 (2-4 dtr) | Bristol Rovers    | 1 - 1  | 1 - 1 (d.t.s.) |
| Grimsby Town    | 3 - 4           | Wolverhampton     | 3 - 2  | 0 - 2          |
| Manchester City | 5 - 3           | Gillingham        | 1 - 1  | 4 - 2          |
| Middlesbrough   | 5 - 2           | Macclesfield Town | 2 - 1  | 3 - 1          |
| Millwall        | 2 - 5           | Ipswich Town      | 2 - 0  | 0 - 5          |
| Newcastle Utd   | 3 - 1           | Leyton Orient     | 2 - 0  | 1 - 1          |
| Norwich City    | 8 - 3           | Blackpool         | 3 - 3  | 5 - 0          |
| Notts County    | 3 - 3 (gfc)     | Watford           | 1 - 3  | 2 - 0          |
| Oldham Athletic | 2 - 8           | Sheffield Weds    | 1 - 3  | 1 - 5          |
| Preston N.E.    | 2 - 7           | Coventry City     | 1 - 3  | 1 - 4          |
| Sheffield Utd   | 4 - 0           | Colchester Utd    | 3 - 0  | 1 - 0          |
| Southampton     | 5 - 2           | Mansfield Town    | 2 - 1  | 3 - 1          |
| Stoke City      | 5 - 5 (gfc)     | Charlton          | 2 - 1  | 3 - 4          |
| Sunderland      | 5 - 1           | Luton Town        | 3 - 0  | 2 - 1          |
| Tranmere        | 2 - 1           | Swindon Town      | 1 - 1  | 1 - 0          |
| Walsall         | 1 - 2           | West Ham Utd      | 0 - 1  | 1 - 1          |
| Wimbledon FC    | 2 - 1           | Wigan             | 0 - 0  | 2 - 1          |
| Wycombe         | 3 - 5           | Birmingham City   | 3 - 4  | 0 - 1          |

## Terzo turno
| Squadra 1       | Risultato      | Squadra 2       |
| --------------- | -------------- | --------------- |
| 31 ottobre 2000 |                |                 |
| Bristol Rovers  | 1 - 2          | Sunderland      |
| Tottenham       | 1 - 3          | Birmingham City |
| Tranmere        | 3 - 2          | Leeds Utd       |
| Watford         | 0 - 3          | Manchester Utd  |
| West Ham Utd    | 2 - 0          | Blackburn       |
| Wimbledon FC    | 1 - 0          | Middlesbrough   |
| 1 novembre 2000 |                |                 |
| Arsenal         | 1 - 2          | Ipswich Town    |
| Aston Villa     | 0 - 1          | Manchester Utd  |
| Derby County    | 3 - 0          | Norwich City    |
| Fulham          | 3 - 2          | Wolverhampton   |
| Leicester City  | 0 - 3          | Crystal Palace  |
| Liverpool       | 2 - 1 (d.t.s.) | Chelsea         |
| Newcastle Utd   | 4 - 3          | Bradford City   |
| Sheffield Weds  | 2 - 1 (d.t.s.) | Sheffield Utd   |
| Southampton     | 0 - 1          | Coventry City   |
| Stoke City      | 3 - 2          | Barnsley        |

## Quarto turno
| Squadra 1        | Risultato       | Squadra 2      |
| ---------------- | --------------- | -------------- |
| 28 novembre 2000 |                 |                |
| Crystal Palace   | 0 - 0 (6-5 dtr) | Tranmere       |
| Ipswich Town     | 2 - 1           | Coventry City  |
| Sunderland       | 2 - 1 (d.t.s.)  | Manchester Utd |
| 29 novembre 2000 |                 |                |
| Birmingham City  | 2 - 1           | Newcastle Utd  |
| Fulham           | 3 - 2           | Derby County   |
| Manchester City  | 2 - 1           | Wimbledon FC   |
| Stoke City       | 0 - 8           | Liverpool      |
| West Ham Utd     | 1 - 2           | Sheffield Weds |

## Quarti di finale
| Squadra 1        | Risultato      | Squadra 2      |
| ---------------- | -------------- | -------------- |
| 12 dicembre 2000 |                |                |
| Birmingham City  | 2 - 0          | Sheffield Weds |
| 13 dicembre 2000 |                |                |
| Liverpool        | 3 - 0 (d.t.s.) | Fulham         |
| 19 dicembre 2000 |                |                |
| Crystal Palace   | 2 - 1          | Sunderland     |
| Manchester City  | 1 - 2 (d.t.s.) | Ipswich Town   |

## Semifinali
| Squadra 1      | Totale | Squadra 2       | Andata          | Ritorno         |
| -------------- | ------ | --------------- | --------------- | --------------- |
|                |        |                 | 9 gennaio 2001  | 31 gennaio 2001 |
| Ipswich Town   | 2 - 4  | Birmingham City | 1 - 0           | 1 - 4 (d.t.s.)  |
|                |        |                 | 10 gennaio 2001 | 24 gennaio 2001 |
| Crystal Palace | 2 - 6  | Liverpool       | 2 - 1           | 0 - 5           |

## Finale
| Arbitro: | David Elleray |

|                                                 |                      |                                                    |
| Fowler 30’                                      | Marcatori            | 90’ (rig.) Purse                                   |
| McAllister Barmby Ziege Hamann Fowler Carragher | Tiri di rigore 5 – 4 | Grainger Purse Marcelo Lazaridis Hughes A. Johnson |

| Liverpool | Birmingham City |

| LIVERPOOL       |    |                   |             |     |
|                 |    |                   |             |     |
| P               | 1  | Sander Westerveld |             |     |
| D               | 6  | Markus Babbel     |             |     |
| D               | 2  | Stéphane Henchoz  | Ammonizione |     |
| D               | 12 | Sami Hyypiä       |             |     |
| D               | 23 | Jamie Carragher   |             |     |
| C               | 17 | Steven Gerrard    |             | 78’ |
| C               | 16 | Dietmar Hamann    | Ammonizione |     |
| C               | 25 | Igor Bišćan       |             | 96’ |
| C               | 7  | Vladimír Šmicer   |             | 83’ |
| A               | 8  | Emile Heskey      |             |     |
| A               | 9  | Robbie Fowler (C) |             |     |
| A disposizione: |    |                   |             |     |
| P               | 19 | Pegguy Arphexad   |             |     |
| D               | 3  | Christian Ziege   |             | 96’ |
| C               | 20 | Nick Barmby       |             | 83’ |
| C               | 21 | Gary McAllister   |             | 78’ |
| A               | 10 | Michael Owen      |             |     |
| Manager:        |    |                   |             |     |
| Gérard Houllier |    |                   |             |     |

| BIRMINGHAM CITY |    |                  |  |     |
|                 |    |                  |  |     |
| P               | 1  | Ian Bennett      |  |     |
| D               | 2  | Nicky Eaden      |  |     |
| D               | 5  | Darren Purse     |  |     |
| D               | 17 | Michael Johnson  |  |     |
| D               | 3  | Martin Grainger  |  |     |
| C               | 7  | Jon McCarthy     |  |     |
| C               | 32 | Danny Sonner     |  | 71’ |
| C               | 12 | Martin O'Connor  |  |     |
| C               | 11 | Stan Lazaridis   |  |     |
| A               | 9  | Geoff Horsfield  |  | 80’ |
| A               | 24 | Dele Adebola     |  | 45’ |
| A disposizione: |    |                  |  |     |
| P               | 13 | Kevin Poole      |  |     |
| D               | 6  | David Holdsworth |  |     |
| C               | 10 | Bryan Hughes     |  | 71’ |
| A               | 8  | Marcelo          |  | 80’ |
| A               | 19 | Andrew Johnson   |  | 45’ |
| Manager:        |    |                  |  |     |
| Trevor Francis  |    |                  |  |     |